# Грёден (Бранденбург)
Грёден (нем. Gröden) — община в Германии, в земле Бранденбург.
Входит в состав района Эльба-Эльстер. Подчиняется управлению Шраденланд. Население составляет 1529 человек (на 31 декабря 2010 года). Занимает площадь 22,14 км².
| Год  | Население |
| ---- | --------- |
| 2005 | 1645      |
| 2010 | 1560      |